# Rhade
Rhade is een gemeente in de Duitse deelstaat Nedersaksen. De gemeente maakt deel uit van de Samtgemeinde Selsingen in het Landkreis Rotenburg (Wümme).
Rhade telt 1.072 inwoners.
Het dorp dankt zijn naam aan een adellijk geslacht Rahden, dat in de 12e tot 14e eeuw op deze plaats een kasteel bezat. Hiervan is niets overgebleven. Dit geslacht Von Rahden trok later in de middeleeuwen weg naar Hertogdom Koerland en Semgallen in de Baltische Staten. Het heeft niets uitstaande met de plaats Rahden in Noordrijn-Westfalen. Het dorpswapen van het dorp Rhade is een vereenvoudigde vorm van het, van drie zilveren rozen voorziene, familiewapen van deze Von Rahdes.
- Gemeinsame Normdatei: 4049733-1
- MusicBrainz: cde44918-02e6-428d-906c-0212fe5ecb2c
- Virtual International Authority File: 241429190

Ahausen · 
Alfstedt · 
Anderlingen · 
Basdahl · 
Bötersen · 
Bothel · 
Breddorf · 
Bremervörde · 
Brockel · 
Bülstedt · 
Deinstedt · 
Ebersdorf · 
Elsdorf · 
Farven · 
Fintel · 
Gnarrenburg · 
Groß Meckelsen · 
Gyhum · 
Hamersen · 
Hassendorf · 
Heeslingen · 
Hellwege · 
Helvesiek · 
Hemsbünde · 
Hemslingen · 
Hepstedt · 
Hipstedt · 
Horstedt · 
Kalbe · 
Kirchtimke · 
Kirchwalsede · 
Klein Meckelsen · 
Lauenbrück · 
Lengenbostel · 
Oerel · 
Ostereistedt · 
Reeßum · 
Rhade · 
Rotenburg · 
Sandbostel · 
Scheeßel · 
Seedorf · 
Selsingen · 
Sittensen · 
Sottrum · 
Stemmen · 
Tarmstedt · 
Tiste · 
Vahlde · 
Vierden · 
Visselhövede · 
Vorwerk · 
Westertimke · 
Westerwalsede · 
Wilstedt · 
Wohnste · 
Zeven